# Холодне повітря (фільм, 2006)
Холодне повітря (англ. Cool Air) — фільм жахів знятий за однойменним оповіданням Говарда Лавкрафта.

## Сюжет
Кіносценарист Чарльз Бакстер поселяється у відокремленому будинку в горах, де планує почати роботу над своєю головною письменницькою працею. Однак незабаром його увагу починає привертати підозріла сусідка, доктор Шокнер, яка живе поверхом вище і проводить в своїй квартирі якісь дивні експерименти.

## У ролях
- Морган Вайссер — Чарльз Бакстер
- Крістал Лоус Грін — Шокнер
- Вірджинія Дейр Полін — Естелла
- Норберт Вайссер — Делтоід